# Tervezésfejlesztési és Típustervező Intézet
A Tervezésfejlesztési és Típustervező Intézet (rövidítve: TTI) egy építészeti tervezővállalat volt, mely 1961 és 1992 között működött Budapesten. A cég székháza a VII. Madách Imre tér 3. (Asbóth utca 9-11.) szám alatt volt.

## Története
A TTI elődje a Katona József vezette Lakó- és Kommunális Épületeket Tervező Vállalaton (LAKÓTERV) belül működő típustervező iroda volt, mely 1961-ben önállósult. Létrehozására az építésiparosítás, és korszerűbb technológiák megjelenése, a tervezésben ezek feltételeinek megteremtése miatt volt szükség. 1950 és 1960 között az állami építőipari vállalatok termelési értéknövelésük csaknem teljes egészét a munkatermelékenység fokozásával érték el, ám így sem voltak képesek kielégíteni a jelentkező igényeket. A termelékenység növekedését 1969-ben az iparosított építésmódok bevezetésétől és a műszaki fejlesztéstől várták.
A TTI gyakorlatilag azoknak a típusépületeknek és szabványoknak a megtervezésében működött közre, melyeket az építészetben, azon belül elsősorban a lakótelepépítés, majd a szervezett egyéb lakásépítés során alkalmaztak. Emellett az egyes tervezővállalatokon belüli típustervezési tevékenység koordinálása is feladata volt. A TTI a generáltervezői feladatokat is ellátott, a könnyűszerkezetes építés, magánerős lakásépítés, építési-műszaki tervezéselőkészítés, szabályozás és tájékoztatás területén is tevékeny volt. Bár a magánerős lakásépítéssel (egyéni házépítés, vagy OTP szervezésű lakásépítés) kapcsolatos feladatokra a TTI kapacitásának csak mindössze 1-2 százalékát fordította mégis jelentős hatással volt a magánlakásépítés  gyakorlatára a családiházak és a sorházak, sőt korábban üdülőépületekre is kiterjedő tipustervkatalógusok és tervdokumentációk létrehozásával. A magánerős építkezések tipustervekkel való ellátása, azok országos felhasználásának szorgalmazása máig érezteti hatását.
Tervezésfejlesztés terén 1977-ben elsőként vezette be a számítógéppel segített tervezés módszerét.
Az intézet létszáma 1960-ban 133, 1973-ban 450, az 1992-es megszűnésekor 201 fő volt.
1989-ben a tervezőintézet három korlátolt felelősségű társaságot alapított: a TTI-Eurovia, TTI-Talpa és az Alba-regia vállalattal közösen az azóta megszűnt TTI-Alba-Linea Kft-t.
Saját fejlesztésű építési rendszerei: ALBACLASP, BVM-TIP, FÉM-TIP, FATIP, ROTIP építési módok

## Fontosabb lakótelepi munkái

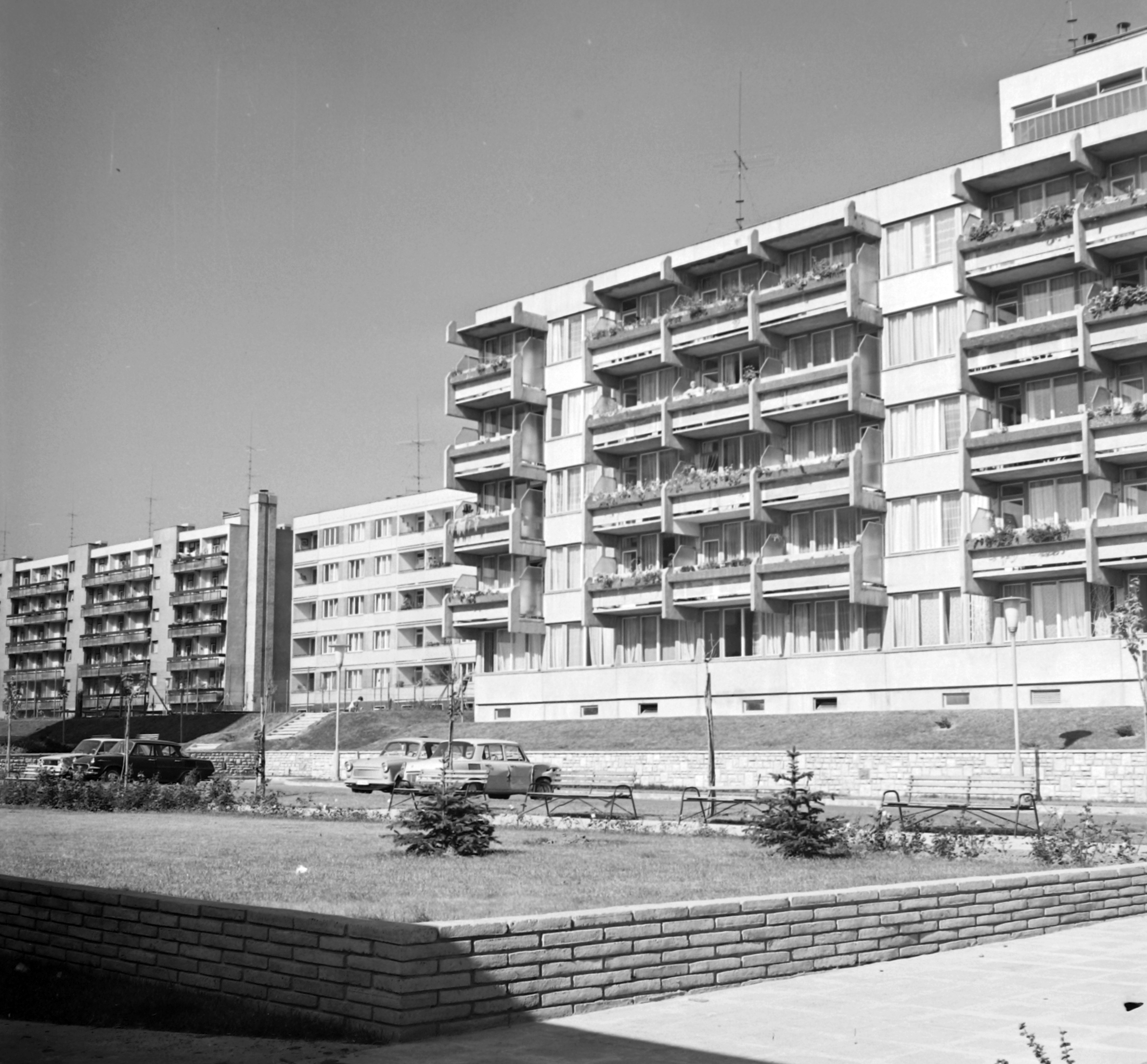
A Budafoki kísérleti lakótelep 1973-ban

- Óbudai kísérleti lakótelep generáltervezése
- Kelenföldi lakótelep prototípus épületeinek adaptálása
- Budafoki lakótelep négyemeletes kísérleti házainak tervezése
- Budafoki kísérleti lakótelep generáltervezése (Tenke Tibor, 1964)
- Újpesti kísérleti lakótelep
- Kelenföldi lakótelep 15 emeletes csúszózsaluzatos pontházainak tervezése (1965-1966)
- Mintalakótelepek tervezése II. Törökvész útra, Kecskemétre, Jászberénybe, Miskolcra (1966-1968)
- Újpalotai lakótelep beépítési terv (Tenke Tibor, Callmeyer Ferenc, Mester Árpád, 1966-1968)
- Csepel, Zugló, Óbuda lakótelepeihez panelos épületeinek adaptálása (1970-1972)
- XIII. Tüzér utcai lakótelep tervkonzultációja
- XI. Fehérvári úti lakótelep kiviteli dokumentációjának elkészítése (1970-1972)
- Újpalotai víztoronyház tervezése
- Gazdagréti lakótelep beépítési terv, beruházási programjavaslat (1972)
- Pesterzsébet, Kispest, Csepel lakótelepei épületterveinek adaptálása
- XII. Fülemile úti lakótelep tervezése (1972-1974)
- Kerepesi úti és Újpest-Városközponti tízemeletes lakóépületeinek adaptálása (1972-1974)
- II. Fillér utcai lakóépület kiviteli tervdokumentációja (Ébert Ágoston, 1973-1976)
- Pestszentlőrinci KISZ-lakótelep tervezésének befejezése
- Annába (Algéria) panelüzeméhez lakóépületek tervezése
- II. Törökvész úti mintalakótelep 6 db. épületkiviteli terve
- Annábai lakótelep (Fekecs Éva, Csorba Zoltán, Szemerédi Magdolna, Tóth Elemér, Tömösvári Sándor 1978-1980)
- József-hegyi kislakótelep beruházási programja
- Jászberényi lakótelep (1986-1988)

## Meghatározó építész szakemberek
Ágoston László, Árkai István, Bakos Béla, Bánóczy Ferenc, Bárdi Albert, Bartók Miklós, Bánszky Balázs, Bencsik Antal, Berg Zsuzsanna, Bihari István, Bitó János, Bocsarov Andrej, Bognár István, Bolberitz Henrik, Böbönyei János, Csaba László, Cserba Dezső, Csongrádiné Falk Judit, Csordás Tibor, Debreczeniné Fülöp Zsuzsa, Donkó Zsolt, dr. Callmeyer Ferenc, Elekes Keve, Elekffy Ákosné, Erős János, Ébert Ágoston, Farkasdi Zoltán, Fásy Lajos, Fehér Gábor, Fekecs Éva, Ferenczy Béla, Fejes Mária Anna, Gantner Lászlóné, Gáspár Éva, Gelesz András, Gerő Balázs, Gerula István, Gilyén Jenő, Gróf András, Gyüre Zsolt, Hegedűs Béla, Hudecz István, Janesch László, Jeney Lajos, Kardos Sándor, Kismarty-Lechner Ödön, Klein Katalin, Kleineisel János, Korényi András, Kovács Béla, Kovács Jenő, Lasetzky Frigyes, Legány Zoltán, Magyar Zsuzsanna, Makk István, Makkai Géza, Margetán József, Mátéffy Anna, Mentes Endre, Nánay Éva, Németh Tamás, Névery Tibor, Nyiri Péter, Nyiri Péterné, Pályiné Farkas Éva, Petróczy Gábor, Pomsár János, Pongrácz Gábor, Reischl Péter, Sárvári István, Schall József, Scharle Gyula, Schrammel Zoltán, Selényi István, Seyfried Hedvig, Sólymos Sándor, Svastits Géza, S.Vasi Ildikó, Sz. Búzás Ildikó, Szabó E. Iván, Szabó Márton, Szabó Zerindné, Szlezák Gusztáv, Szontagh Pál, Tapolczainé Tarján Mária, Tenke Tibor, Tóthné Rózner Klára, Turi Judit, U. Nánay Éva, Varga Endre, Varga Imre, Városy Péter, Varsányi Gyula, Velőssyné Sípos Éva, Zsilinszky Gyula, Zsótér Pál